# Studio Gokumi
Studio Gokumi Co., Ltd. (株式会社Studio五組 Kabushiki-gaisha Sutajio Gokumi?) es un estudio de animación japonés, establecido por antiguos miembros Gonzo, en mayo de 2010, con sede en Suginami-ku, Tokio, Japón.

## Obras

### Series de televisión
| Año  | Título                                                          | Director(es)                   | Fecha de primera transmisión | Fecha de última transmisión | Eps. | Notas                                                                                        | Refs.                |
| ---- | --------------------------------------------------------------- | ------------------------------ | ---------------------------- | --------------------------- | ---- | -------------------------------------------------------------------------------------------- | -------------------- |
| 2011 | A-Channel                                                       | Manabu Ono                     | 8 de abril de 2011           | 24 de junio de 2011         | 12   | Adaptación del manga escrito por bb Kuroda.                                                  | [ 2 ]                |
| 2012 | Saki Achiga-hen episode of Side-A                               | Manabu Ono Kenji Setō          | 9 de abril de 2012           | 25 de marzo de 2013         | 12   | Adaptación del manga escrito por Ritz Kobayashi.                                             |                      |
| 2012 | Kono Naka ni Hitori, Imōto ga Iru!                              | Munenori Nawa                  | 6 de julio de 2012           | 28 de septiembre de 2012    | 12   | Adaptación de las novelas ligeras escritas por Hajime Taguchi.                               | [ 3 ]                |
| 2012 | Oda Nobuna no Yabō                                              | Yūji Kumazawa                  | 9 de julio de 2012           | 24 de septiembre de 2012    | 12   | Adaptación de las novelas ligeras escritas por Mikage Kasuga. Coproducción junto a Madhouse. |                      |
| 2013 | Dansai Bunri no Crime Edge                                      | Yūji Yamaguchi                 | 4 de abril de 2013           | 27 de junio de 2013         | 13   | Adaptación del manga escrito por Tatsuhiko Hikagi.                                           |                      |
| 2013 | Kin-iro Mosaic                                                  | Tensho                         | 6 de julio de 2013           | 21 de septiembre de 2013    | 12   | Adaptación del manga escrito por Yui Hara.                                                   |                      |
| 2014 | Saki Zenkoku-hen                                                | Manabu Ono                     | 5 de enero de 2014           | 6 de abril de 2014          | 13   | Secuela de Saki.                                                                             |                      |
| 2014 | Atelier Escha & Logy: Alchemists of the Dusk Sky                | Yoshiaki Iwasaki               | 10 de abril de 2014          | 26 de junio de 2014         | 12   | Adaptación del videojuego homónimo.                                                          |                      |
| 2014 | Yūki Yūna wa Yūsha de Aru                                       | Seiji Kishi                    | 16 de octubre de 2014        | 25 de diciembre de 2014     | 12   | Historia original.                                                                           |                      |
| 2015 | Hello!! Kin-iro Mosaic                                          | Motoki Tanaka                  | 5 de abril de 2015           | 21 de junio de 2015         | 12   | Secuela de Kin-iro Mosaic.                                                                   |                      |
| 2015 | Lance N' Masques                                                | Kyōhei Ishiguro                | 1 de octubre de 2015         | 17 de diciembre de 2015     | 12   | Adaptación de las novelas ligeras escritas por Hideaki Koyasu.                               | [ 2 ]                |
| 2016 | Kōkaku no Pandora                                               | Munenori Nawa                  | 8 de enero de 2016           | 25 de marzo de 2016         | 12   | Adaptación del manga escrito por Masamune Shirow. Coproducción junto a AXsiZ.                |                      |
| 2017 | Seiren                                                          | Tomoki Kobayashi               | 5 de enero de 2017           | 23 de marzo de 2017         | 12   | Historia original. Coproducción junto a AXsiZ.                                               |                      |
| 2017 | Tsurezure Children                                              | Hiraku Kaneko                  | 4 de julio de 2017           | 19 de septiembre de 2017    | 12   | Adaptación del manga escrito por Toshiya Wakabayashi.                                        |                      |
| 2017 | Yūki Yūna wa Yūsha de Aru: Washio Sumi no Shou                  | Seiji Kishi                    | 6 de octubre de 2017         | 10 de noviembre de 2017     | 7    | Precuela de Yūki Yūna wa Yūsha de Aru.                                                       |                      |
| 2017 | Yūki Yūna wa Yūsha de Aru: Yuusha no Shou                       | Motoo Fukuoka                  | 24 de noviembre de 2017      | 5 de enero de 2018          | 6    | Secuela de Yūki Yūna wa Yūsha de Aru.                                                        |                      |
| 2018 | Rāmen Daisuki Koizumi-san                                       | Kenji Seto                     | 4 de enero de 2018           | 22 de marzo de 2018         | 12   | Adaptación del manga escrito por Naru Narumi. Coproducción junto a AXsiZ.                    |                      |
| 2018 | Toji no Miko                                                    | Kōdai Kakimoto                 | 5 de enero de 2018           | 22 de junio de 2018         | 24   | Historia original.                                                                           |                      |
| 2018 | Tonari no Kyūketsuki-san                                        | Noriyaki Akitaya               | 5 de octubre de 2018         | 21 de diciembre de 2018     | 12   | Adaptación del manga 4-koma escrito por Amatou. Coproducción junto a AXsiZ.                  |                      |
| 2019 | Endro!                                                          | Kaori                          | 12 de enero de 2019          | 30 de marzo de 2019         | 12   | Historia original.                                                                           |                      |
| 2020 | Murenase! Seton Gakuen                                          | Hiroshi Ikehata                | 6 de enero de 2020           | 23 de marzo de 2020         | 12   | Adaptación del manga escrito por Bungo Yamashita.                                            | [ 4 ]                |
| 2020 | Maesetsu!                                                       | Yuu Nobuta                     | 11 de octubre de 2020        | 27 de diciembre de 2020     | 12   | Historia original. Coproducción junto a AXsiZ.                                               |                      |
| 2021 | Yūki Yūna wa Yūsha de Aru: Dai Mankai no Shou                   | Seiji Kishi                    | 2 de octubre de 2021         | 18 de diciembre de 2021     | 12   | Secuela de Yūki Yūna wa Yūsha de Aru: Yuusha no Shou.                                        |                      |
| 2022 | Shūmatsu no Harem                                               | Yuu Nobuta                     | 7 de enero de 2022           | 18 de marzo de 2022         | 11   | Adaptación del manga escrito por LINK. Coproducción junto a AXsiZ.                           | [ 5 ]                |
| 2022 | Kami Kuzu Idol                                                  | Daisei Fukuoka                 | 2 de julio de 2022           | 3 de septiembre de 2022     | 10   | Adaptación del manga escrito por Hijiki Isoflavone.                                          | [ 6 ]                |
| 2023 | Yumemiru Danshi wa Genjitsushugisha                             | Kazuomi Koga                   | 4 de julio de 2023           | 19 de septiembre de 2023    | 12   | Adaptación de las novelas ligeras escritas por Okemaru. Coproducción junto a AXsiZ.          | [ 7 ]                |
| 2023 | Jidōhanbaiki ni Umarekawatta Ore wa Meikyū ni Samayō            | Noriaki Akitaya                | 5 de julio de 2023           | 20 de septiembre de 2023    | 12   | Adaptación de las novelas ligeras escritas por Hirukuma. Coproducción junto a AXsiZ.         | [ 8 ]                |
| 2023 | Hoshikuzu Telepath                                              | Kaori                          | 9 de octubre de 2023         | 25 de diciembre de 2023     | 12   | Adaptación del manga escrito por Rasuko Ōkuma.                                               | [ 9 ] [ 10 ]         |
| 2025 | Class no Daikirai na Joshi to Kekkon Suru Koto ni Natta.        | Hiroyuki Oshima                | 3 de enero de 2025           | 21 de marzo de 2025         | 12   | Adaptación de las novelas ligeras escritas por Seiju Amano. Coproducción junto a AXsiZ.      | [ 11 ] [ 12 ] [ 13 ] |
| 2025 | Necronomico no Cosmic Horror Show                               | Masato Matsune                 | 1 de julio de 2025           | —                           | —    | Historia original.                                                                           | [ 14 ] [ 15 ] [ 16 ] |
| 2025 | Jidōhanbaiki ni Umarekawatta Ore wa Meikyū ni Samayō 2nd Season | Takashi Yamamoto               | 2 de julio de 2025           | —                           | —    | Secuela de Jidōhanbaiki ni Umarekawatta Ore wa Meikyū ni Samayō. Coproducción junto a AXsiZ. | [ 17 ] [ 18 ]        |
| 2025 | Silent Witch: Chinmoku no Majo no Kakushigoto                   | Takaomi Kanasaki Yasuo Iwamoto | 5 de julio de 2025           | —                           | —    | Adaptación de las novelas ligeras escritas por Matsuri Isora.                                | [ 19 ] [ 20 ]        |

### OVAs
| Año  | Título                                                    | Eps. | Notas                                             | Refs. |
| ---- | --------------------------------------------------------- | ---- | ------------------------------------------------- | ----- |
| 2010 | Koe de Oshigoto!                                          | 2    | Adaptación del manga escrito por Azure Konno      |       |
| 2012 | A-Channel+smile                                           | 2    | Secuela de A-Channel                              |       |
| 2013 | Kono Naka ni Hitori, Imouto ga Iru!: Ani, Imouto, Koibito | 1    | 13º episodio no emitido de la serie de televisión |       |
| 2015 | Saki Biyori Animation                                     | 1    | OVA lanzado con el volumen 14 del manga           |       |

### Películas
| Año  | Título                                                          | Director(es)       | Notas                                                                      | Refs.  |
| ---- | --------------------------------------------------------------- | ------------------ | -------------------------------------------------------------------------- | ------ |
| 2016 | Kiniro Mosaic: Pretty Days                                      | Motoki Tanaka      | Secuela de Hello!! Kin-iro Mosaic                                          |        |
| 2017 | Yuuki Yuuna wa Yuusha de Aru: Washio Sumi no Shou 1 - Tomodachi | Seiji Kishi        | Historia original                                                          |        |
| 2017 | Yuuki Yuuna wa Yuusha de Aru: Washio Sumi no Shou 2 - Tamashii  | Seiji Kishi        | Secuela de Yuuki Yuuna wa Yuusha de Aru: Washio Sumi no Shou 1 - Tomodachi |        |
| 2017 | Yuuki Yuuna wa Yuusha de Aru: Washio Sumi no Shou 3 - Yakusoku  | Seiji Kishi        | Secuela de Yuuki Yuuna wa Yuusha de Aru: Washio Sumi no Shou 2 - Tamashii  |        |
| 2019 | Laidbackers                                                     | Hiroyuki Hashimoto | Historia original                                                          | [ 21 ] |
| 2021 | Kiniro Mosaic: Thank You!!                                      | Munenori Nawa      | Secuela de Kiniro Mosaic: Pretty Days. Coproducción junto a AXsiZ          |        |

### Videojuegos
- Arcana Heart 3 (2010)
- Kaitou Tenshi Twin Angel (2011)[2]